# Sarpajärvi
Sarpajärvi är en sjö i kommunen Viitasaari i landskapet Mellersta Finland i Finland. Sjön ligger 134 meter över havet. Den är 4,9 meter djup. Arean är 51 hektar och strandlinjen är 4,32 kilometer lång. Sjön  ingår i Kymmene älvs huvudavrinningsområde.   Den ligger omkring 85 kilometer norr om Jyväskylä och omkring 320 kilometer norr om Helsingfors. 